# Polittico dei Sette Dolori

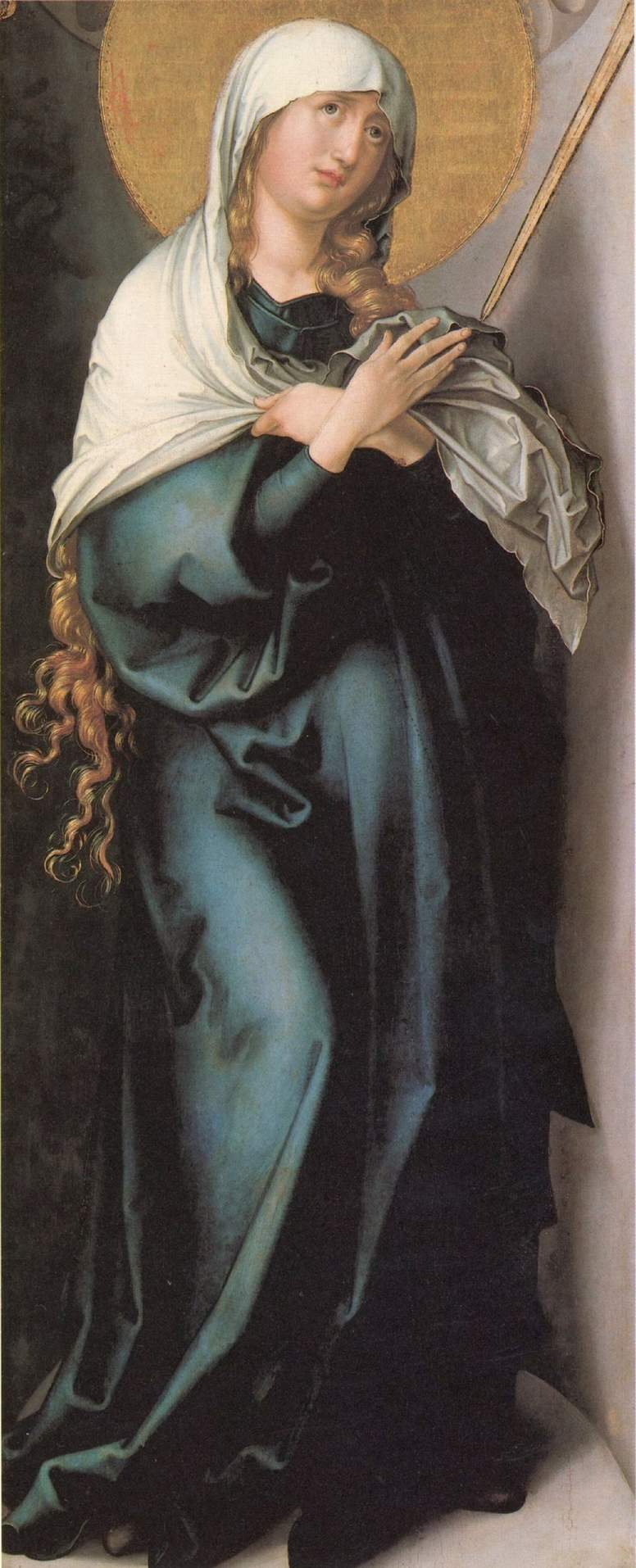
Mater Dolorosa

Il Polittico dei Sette Dolori è un dipinto a olio su tavola (108x43 cm lo scomparto laterale, 63x46 circa ciascuno dei sette pannelli perimetrali) di Albrecht Dürer, databile al 1500 circa e conservato nello scomparto centrale (Mater Dolorosa) nell'Alte Pinakothek di Monaco di Baviera e negli scomparti perimetrali (Sette Dolori di Maria) nella Gemäldegalerie di Dresda. 

## Storia e descrizione
L'opera fu commissionata da Federico il Saggio non lontano dal suo incontro con Dürer a Norimberga nell'aprile 1496. È probabile però che l'artista vi iniziò a lavorare solo dal 1500 circa, in base a considerazioni stilistiche.

### Mater Dolorosa
A Dürer si tende oggi ad attribuire la sola tavola centrale, mentre le sette tavolette dei Dolori sarebbero state realizzate su suo disegno da assistenti. La Mater Dolorosa, ridotta di circa 18 cm alle estremità, arrivò nel museo bavarese dal convento di Benediktbeuren di Monaco ai primi dell'Ottocento. Venne accuratamente restaurata negli anni trenta del Novecento e in quell'occasione si chiarì l'origine della tavola, che prima si riteneva una Vergine annunciata facente parte di un presunto dittico con un Angelo dell'annunciazione perduto. Una volta rimosse infatti le ridipinture e scritte apocrife si riscoprì la nicchia a conchiglia (un motivo tratto dall'arte italiana), l'aureola e la spada che spunta a destra, simbolo appunto della Mater Dolorosa.

### Sette Dolori di Maria
Le altre tavolette si trovavano a Wittenberg, sede del castello di Federico il Saggio, finendo nel 1640 nella Kunstkammer del principe di Sassonia. Vennero restaurate a metà del Novecento, migliorandone le condizioni generali, pur senza però risolvere i dubbi attributivi. 
| # | Immagine | Soggetto              | # | Immagine | Soggetto                      |
| - | -------- | --------------------- | - | -------- | ----------------------------- |
| 1 |          | Circoncisione di Gesù | 5 |          | Cristo inchiodato sulla croce |
| 2 |          | Fuga in Egitto        | 6 |          | Crocifissione                 |
| 3 |          | Cristo tra i dottori  | 7 |          | Deposizione                   |
| 4 |          | Via Crucis            |   |          |                               |